# Los tres investigadores en el secreto de la isla del esqueleto
Los tres investigadores en el secreto de la isla del esqueleto (en alemán: Die Drei??? - Das Geheimnis der Geisterinsel'), es una película de crimen y misterio alemana del año 2007 y la primera parte de la trilogía Los tres investigadores. Se trata de una adaptación libre de la saga de novelas, Los tres investigadores. Una segunda parte titulada, Los tres investigadores en el secreto del castillo del terror fue estrenada en 2009. La película gozó de críticas generalmente malas.

## Argumento
Jupiter Jones, Pete Crenshaw y Bob Andrews son un grupo de jóvenes de 13 años que se dedican a investigar y resolver misterios bajo el nombre de "Los tres investigadores". Un día son invitados a viajar a Sudáfrica por el padre de Pete, quien es arquitecto y trabaja para la rica empresaria Miss Wilbur, quien planea construir un parque de diversiones en una isla conocida como la "Isla del esqueleto". Allí, son atacados por el Tokolosh, un supuesto espíritu ancestral que hábita en la isla. Sin embargo, Miss Wilbur cree que Gamba, un habitante local que está en contra de la construcción del parque, fue responsable del ataque, y le hace arrestar. La hija de Gamba, Chris, acude a Jupiter, Pete y Bob para que le ayuden a probar la inocencia de su padre.

## Reparto
| Rol                   | Actor             | Doblaje (español)   |
| --------------------- | ----------------- | ------------------- |
| Jupiter Jones         | Chancellor Miller | Ariel Seisdedos     |
| Pete Crenshaw         | Nick Price        | Sebastián Arancibia |
| Bob Andrews           | Cameron Monaghan  | René Pinochet       |
| Chris                 | Naima Sebe        | -                   |
| Al Crenshaw           | Nigel Whitmey]    | -                   |
| Bill / Victor Hugenay | James Faulkner    | -                   |
| Miss Wilbur           | Fiona Ramsay      | -                   |
| Tom Farraday          | Langley Kirkwood  | -                   |
| Gamba                 | Akin Omotoso      | -                   |

## Fondo
La película se filmó en Sudáfrica en octubre de 2005 a febrero de 2006 y se estrenó en Alemania el 8 de noviembre de 2007.